# 1986年の音楽
1986年の音楽（1986ねんのおんがく）では、1986年（昭和61年）の世界の音楽動向について記述する。なお、各国語版とも売り上げ金額を掲載していないことから、日本語版においてもこれに合わせる。
1985年の音楽-1986年の音楽-1987年の音楽

## 概要・出来事
- 石井明美「CHA-CHA-CHA」、中森明菜「DESIRE -情熱-」、少年隊：「仮面舞踏会」[注 1]などが大ヒット。
- 洋楽ではプリンスの「KISS」などがヒットした[1]。
- おニャン子クラブ、新田恵利、安全地帯、本田美奈子らがヒット曲を発表した。
- テレサ・テンが「時の流れに身をまかせ」で全日本有線放送大賞、日本有線大賞を3年連続受賞する[2]。

## 詳細
- 4月5日 - サザンオールスターズの活動を休止した桑田佳祐[注 2]を中心にKUWATA BAND結成。1年間限定で活動を開始。
- 4月7日 - 日本テレビ系にて前週終了の『ザ・トップテン』に続くランキング形式の歌謡番組『歌のトップテン』放送開始（ - 1990年3月）。
- 4月8日 - アイドル歌手の岡田有希子が東京都新宿区の所属事務所が入居するビルの最上階から飛び降り自殺。その後、日本各地で青少年の自殺が相次ぎ社会問題化した。
- 4月 - YOSHIKIがエクスタシーレコードを設立。
- 9月 - プリンス初来日。
- 10月24日 - テレビ朝日系の歌謡番組『ミュージックステーション』放送開始。
- 12月24日 - 桑田佳祐をはじめとする当時の有名アーティストが一堂に会して『メリー・クリスマス・ショー』（日本テレビ系）という番組内で「Kissin' Christmas (クリスマスだからじゃない)」を披露。
- 12月31日 - 第28回日本レコード大賞　「DESIRE -情熱-」／中森明菜
最優秀歌唱賞　北島三郎／「北の漁場」、最優秀新人賞　少年隊／「仮面舞踏会」
アルバム大賞　『SUPREME』／松田聖子
- 12月31日 - 第37回NHK紅白歌合戦

## 洋楽シングル
| - アトランティック・スター – 「シークレット・ラバーズ」 - ブルース・ホーンズビー・アンド・ザ・レインジ – 「ザ・ウェイ・イット・イズ」 - ベルリン - 「愛は吐息のように」 - Bobbysocks – Waiting for the Morning - ボン・ジョヴィ – You Give Love a Bad Name - キャメオ – 「ワードアップ」 - Cherelle & Alexander O'neal – Saturday Love - Chris de Burgh – Lady in Red - Peter Cetera – Glory of Love - Cutting Crew – I Just Died In Your Arms - Depeche Mode – A Question of Lust - Depeche Mode – A Question of Time - Depeche Mode – Stripped - イレイジャー – 「Oh l'amour」 - ヨーロッパ – 「ファイナル・カウントダウン」 - オラン・ジュース・ジョーンズ – 「ザ・レイン」 - サマンサ・フォックス – 「タッチ・ミー」 - ジャネット・ジャクソン - 「あなたを想うとき」「ナスティ」 - ドゥーブル – 「キャプテン・オブ・ハー・ハート」 | - ピーター・ガブリエル - 「スレッジハンマー」 - ヒューマン・リーグ – 「ヒューマン」 - フォース・M.D.ズ – 「テンダー・ラブ」 - Eddie Money – Take Me Home Tonight - プリンス&ザ・レヴォリューション – 「キッス」 - ペット・ショップ・ボーイズ - 「ウエスト・エンド・ガールズ」 - マドンナ - 「パパ・ドント・プリーチ」 - マイアミ・サウンド・マシーン - 「コンガ」 - レヴァート – 「ゴーズ・マイ・マインド」 - ロバート・パーマー - 「ターン・ユー・オン」 - シンディ・ローパー - 「トゥルー・カラーズ」 - シンプリー・レッド – 「ホールディング・バック・ジ・イヤーズ」 - スティーヴ・ウィンウッド – 「ハイアー・ラブ」 - S.O.S.バンド – 「ファイネスト」 |

## 洋楽アルバム
- アバ – Live[5]
- A-ha – 『スカウンドレル・デイズ』
- バナナラマ – 『ヴィーナス〜バナナラマ3』
- Blind Guardian – Battalions Of Fear
- ボン・ジョヴィ – Slippery When Wet
- マイルス・デイヴィス – 『トゥトゥ』
- クイーン『カインド・オブ・マジック』
- チェット・ベイカー – 『サイレント・ナイツ』
- ディペッシェ・モード – Black Celebration
- Duran Duran – Notorious
- Bob Dylan – Knocked Out Loaded
- ヨーロッパ – The Final Countdown
- Eurythmics – Revenge
- The Everly Brothers – Born Yesterday
- John Fogerty – Eye of the Zombie
- Frankie Goes to Hollywood – Liverpool
- Peter Gabriel – So
- Art Garfunkel & Amy Grant – The Animals Christmas
- Genesis - Invisible Touch
- ピート・タウンゼント『ディープ・エンド・ライブ』
- プリンス&ザ・レヴォリューション – 『パレード』
- クイーン『カインド・オブ・マジック』
- ポール・サイモン『グレイスランド』』

## 総合シングル (オリコン)
年間TOP50
- 集計会社 オリコン

※1985年12月2日付 - 1986年11月24日付
- 1位 石井明美：「CHA-CHA-CHA」
- 2位 中森明菜：「DESIRE -情熱-」
- 3位 少年隊：「仮面舞踏会」
- 4位 KUWATA BAND：「BAN BAN BAN」
- 5位 渡辺美里：「My Revolution」
- 6位 小林明子：「恋におちて -Fall in love-」
- 7位 中森明菜：「ジプシー・クイーン」
- 8位 KUWATA BAND：「スキップ・ビート (SKIPPED BEAT)」
- 9位 チェッカーズ：「OH!! POPSTAR」
- 10位 河合その子：「青いスタスィオン」
- 11位 チェッカーズ：「Song for U.S.A.」
- 12位 荻野目洋子：「ダンシング・ヒーロー (Eat You Up)」
- 13位 新田恵利：「冬のオペラグラス」
- 14位 国生さゆり with おニャン子クラブ：「バレンタイン・キッス」
- 15位 KUWATA BAND：「MERRY X'MAS IN SUMMER」
- 16位 TUBE：「シーズン・イン・ザ・サン」
- 17位 うしろゆびさされ組：「バナナの涙」
- 18位 1986 OMEGA TRIBE：「君は1000%」
- 19位 斉藤由貴：「悲しみよこんにちは」
- 20位 小林旭：「熱き心に」
- 21位 小泉今日子：「なんてったってアイドル」
- 22位 新田恵利：「恋のロープをほどかないで」
- 23位 おニャン子クラブ：「じゃあね」
- 24位 吉沢秋絵：「季節はずれの恋」
- 25位 中森明菜：「Fin」
- 26位 少年隊：「デカメロン伝説」
- 27位 椎名恵：「今夜はANGEL」
- 28位 C-C-B：「空想Kiss」
- 29位 国生さゆり：「夏を待てない」
- 30位 レベッカ：「フレンズ」
- 31位 とんねるず：「歌謡曲」
- 32位 本田美奈子：「1986年のマリリン」
- 33位 菊池桃子：「夏色片想い」
- 34位 安全地帯：「プルシアンブルーの肖像」
- 35位 うしろゆびさされ組：「渚の『・・・・・』」
- 36位 岡田有希子：「くちびるNetwork」
- 37位 うしろゆびさされ組：「象さんのすきゃんてぃ」
- 38位 中山美穂：「色・ホワイトブレンド」
- 39位 菊池桃子：「Broken Sunset」
- 40位 レベッカ：「RASPBERRY DREAM」
- 41位 高井麻巳子：「シンデレラたちへの伝言」
- 42位 菊池桃子：「Say Yes!」
- 43位 吉川晃司：「キャンドルの瞳」
- 44位 おニャン子クラブ：「おっとCHIKAN!」
- 45位 杉山清貴：「さよならのオーシャン」
- 46位 渡辺美奈代：「瞳に約束」
- 47位 1986 OMEGA TRIBE：「Super Chance」
- 48位 チェッカーズ：「NANA」
- 49位 渡辺美里：「Teenage Walk」
- 50位 新田恵利：「不思議な手品のように」

## 音楽配信 (日本)

### 音楽配信ゴールド認定シングル
| 作品名                                           | 認定               |
| トリプル・プラチナ                               | トリプル・プラチナ |
| ------------------------------------------------ | ------------------ |
| 久保田利伸「Missing」                            | 2016年5月          |
| プラチナ                                         |                    |
| 徳永英明「Rainy Blue」                           | 2013年4月          |
| ケニー・ロギンス「デンジャー・ゾーン」           | 2016年4月          |
| ボン・ジョヴィ「リヴィン・オン・ア・プレイヤー」 | 2017年8月          |
| テレサ・テン「時の流れに身をまかせ」             | 2019年6月          |
| 小泉今日子「木枯しに抱かれて」                   | 2020年2月          |
| 渡辺美里「My Revolution」                        | 2021年11月         |
| ゴールド                                         |                    |
| BOØWY「B・BLUE」（着うたフル）                   | 2013年3月          |
| TUBE「シーズン・イン・ザ・サン」                 | 2018年3月          |
| ヨーロッパ「ファイナル・カウントダウン」         | 2018年4月          |
| 米米CLUB「Shake Hip!」                           | 2018年12月         |
| 松田聖子「瑠璃色の地球」                         | 2021年4月          |

## 総合アルバム (オリコン)
年間TOP50
- 集計会社 オリコン

※1985年12月2日付 - 1986年11月24日付
- 1位 安全地帯：『安全地帯IV』
- 2位 KUWATA BAND：『NIPPON NO ROCK BAND』
- 3位 レベッカ：『REBECCA IV 〜Maybe Tomorrow〜』
- 4位 松任谷由実：『DA・DI・DA』
- 5位 松田聖子：『SUPREME』
- 6位 中森明菜：『BEST』
- 7位 渡辺美里：『Lovin' you』
- 8位 小林明子：『FALL IN LOVE』
- 9位 杉山清貴&オメガトライブ：『FIRST FINALE』
- 10位 山下達郎：『POCKET MUSIC』
- 11位 杉山清貴：『beyond...』
- 12位 TUBE：『THE SEASON IN THE SUN』
- 13位 マドンナ：『トゥルー・ブルー』
- 14位 レベッカ：『TIME』
- 15位 中森明菜：『不思議』
- 16位 稲垣潤一：『リアリスティック』
- 17位 ホイットニー・ヒューストン：『そよ風の贈りもの』
- 18位 チェッカーズ：『FLOWER』
- 19位 スティーヴィー・ワンダー：『イン・スクエア・サークル』
- 20位 1986 OMEGA TRIBE：『Navigator』
- 21位 浜田省吾：『J.BOY』
- 22位 渡辺美里：『eyes』
- 23位 シンディ・ローパー：『トゥルー・カラーズ』
- 24位 中村あゆみ：『FAIR CHILD』
- 25位 吉川晃司：『MODERN TIME』
- 26位 斉藤由貴：『ガラスの鼓動』
- 27位 中森明菜：『MY BEST THANKS』
- 28位 HOUND DOG：『Spirits!』
- 29位 おニャン子クラブ：『夢カタログ』
- 30位 C-C-B：『僕たちNo-No-No』
- 31位 チェッカーズ：『SONG FOR U.S.A.』
- 32位 聖飢魔II：『THE END OF THE CENTURY』
- 33位 菊池桃子：『アドベンチャー』
- 34位 ビリー・ジョエル：『ザ・ブリッジ』
- 35位 本田美奈子：『M'シンドローム』
- 36位 高中正義：『JUNGLE JANE』
- 37位 サウンドトラック：『ロッキー4/炎の友情』
- 38位 尾崎豊：『壊れた扉から』
- 39位 うしろゆびさされ組：『ふ・わ・ふ・ら』
- 40位 新田恵利：『ERI』
- 41位 a-ha：『ハンティング・ハイ・アンド・ロウ』
- 42位 矢沢永吉：『TEN YEARS AGO』
- 43位 サウンドトラック：『プルシアンブルーの肖像』
- 44位 矢沢永吉：『東京ナイト』
- 45位 シャーデー：『プロミス』
- 46位 ライオネル・リッチー：『セイ・ユー、セイ・ミー』
- 47位 アルフィー：『THE BEST SONGS』
- 48位 おニャン子クラブ：『PANIC THE WORLD』
- 49位 斉藤由貴：『チャイム』
- 50位 杉山清貴&オメガトライブ：『SINGLE'S HISTORY』

## ビデオソフト
Category:1986年のライブ・ビデオを参照

## イベント
| 開催日        | タイトル                                              |
| ------------- | ----------------------------------------------------- |
| 7月26日・27日 | 第4回 PEACEFUL LOVE ROCK FESTIVAL 1986                |
| 8月3日        | KIRIN SOUND TOGETHER POP HILL '86                     |
| 8月10日       | Rock'n Roll Olympic 1986                              |
| 9月20日       | ユニセフ40周年・国際平和年協賛「EARTH ARK」in BUDOKAN |
| 12月31日      | NEW YEAR ROCK FESTIVAL 14th 1986-1987                 |
| 12月31日      | 第37回NHK紅白歌合戦                                   |

## 主な音楽賞

### 第28回日本レコード大賞
- 大賞、ベストアーチスト賞
  - DESIRE -情熱-／中森明菜
- アルバム大賞 
  - SUPREME／松田聖子
- 最優秀歌唱賞 
  - 北の漁場／北島三郎
- 最優秀新人賞
  - 仮面舞踏会／少年隊
- 金賞
  - 熱き心に／小林旭
  - 天城越え／石川さゆり
  - さだめ川／細川たかし
  - Dance Beatは夜明けまで／荻野目洋子
  - ツイてるねノッてるね／中山美穂
  - 時の流れに身をまかせ／テレサ・テン
  - 浪花盃／五木ひろし
  - Baby Rose／近藤真彦
  - My Revolution／渡辺美里
- 優秀歌唱賞
  - 女ともだち／柏原芳恵
  - 豊予海峡／大月みやこ
- 新人賞
  - CHA-CHA-CHA／石井明美
  - わたし、ドリーミング／西村知美
  - 夢飛行／真璃子
  - 乙女日和／水谷麻里

### 第17回日本歌謡大賞
- 大賞
  - Fin／中森明菜
- 優秀放送音楽新人賞
  - 仮面舞踏会／少年隊
  - 夢飛行／真璃子
- 最優秀放送音楽賞
  - 北の漁場／北島三郎
- 放送音楽プロデューサー連盟賞
  - さだめ川／細川たかし
  - Baby Rose／近藤真彦

### その他
| 賞                                                     | 受賞作・受賞者 |
| ------------------------------------------------------ | --- |
| 第32回ポピュラーソングコンテストつま恋本選会（最終回） | - グランプリ - 小野健児「明日ゆきの列車」 - 金賞（シニア部門） - 立石慎太郎&Genocide「心冷たき弱気な戦士」 - 金賞（ジュニア部門） - さそり座「おいでブランコリー」 - 銀賞（シニア部門） - PUMKIN HEADS「哀しい…ダンス」、フィフティーズ「パーティ ナイト」 - 銀賞（ジュニア部門） - HEART BREAKER「もうひとつの17才」、さくらさくら「夢を… 〜Believe〜」 |
| 第24回ゴールデン・アロー賞                             | - 音楽賞 - 中森明菜 - 新人賞（音楽） - 少年隊、石井明美、真璃子 |
| 第19回下谷賞                                           | - 下谷賞 - 長谷川浩一「マイ・フェイバリット・マーチ」 - 佳作 - 松尾善雄「フレンドシップ・マーチ」 |
| 第19回日本有線大賞                                     | - 大賞 - テレサ・テン「時の流れに身をまかせ」 |
| 第19回全日本有線放送大賞                               | - 上期 - 中森明菜「DESIRE -情熱-」 - 年間 - テレサ・テン「時の流れに身をまかせ」 |
| 第19回日本作詩大賞                                     | - 大賞 - 森進一「ゆうすげの恋」 |
| 第19回新宿音楽祭                                       | - 金賞 - 少年隊、真璃子 - 銀賞 - 山瀬まみ、勇直子、段田男、湯江健幸 - 銅賞 - 中川輝美（現・伍代夏子）、ヒルビリー・バップスほか - 敢闘賞 - 藤井一子、清水香織 - 審査員特別奨励賞 - 水谷麻里 |
| 第18回サントリー音楽賞                                 | - 内田光子、若杉弘 |
| 第17回世界歌謡祭                                       | - ステイシー・ラティソウ「ロングショット」、小野健児「明日行きの列車」 |
| 第16回モービル音楽賞                                   | - 邦楽部門 - 杵屋五三郎 - 洋楽部門（本賞） - 藤原歌劇団 |
| 第16回創作合唱曲公募                                   | - 入賞 - 佐藤智睦「風」 - 佳作 - 該当作品なし |
| 第15回FNS歌謡祭                                        | - グランプリ - 中森明菜「DESIRE -情熱-」 - 最優秀歌唱賞 - 小林旭「熱き心に」 - 最優秀新人賞 - 少年隊「仮面舞踏会」 - 最優秀ヒット賞 - 中森明菜「DESIRE -情熱-」 - 最優秀視聴者賞 - 五木ひろし「浪花盃」 - 特別賞 - おニャン子クラブ「メドレー」、石井明美/フィンツィ・コンティーニー「CHA-CHA-CHA」、北島三郎「北の漁場」                                |
| 第15回東京音楽祭                                       | - マイアミ・サウンド・マシーン「コンガ!」 |
| 第14回銀座音楽祭                                       | - グランプリ - 少年隊 |
| 第14回ジロー・オペラ賞                                 | - オペラ大賞 - 該当作品なし - オペラ賞 - 浦野りせ子、郡愛子、市原多朗、鈴木寛一、岡山広幸、原嘉壽子 - 新人賞 - 立川澄登 - 特別賞 - 該当作品なし |
| 第12回全日本歌謡音楽祭                                 | - ゴールデングランプリ - 中森明菜「Fin」 - 最優秀新人賞 - 少年隊 |
| 第12回横浜音楽祭                                       | - 最優秀新人賞 - 少年隊 |
| 第12回日本テレビ音楽祭                                 | - グランプリ - 中森明菜「DESIRE -情熱-」 |
| 第12回日本演歌大賞                                     | - 大賞 - 小林旭「熱き心に」 |
| 第12回ヤング歌謡大賞・新人グランプリ                   | - 少年隊 |
| 第11回南里文雄賞                                       | - 笈田敏夫 |
| 第11回ライオンリスナーズグランプリ・FM東京最優秀新人賞 | - 徳永英明 |
| 第10回長崎歌謡祭                                       | - グランプリ - 兼久りみ |
| 第7回入野賞                                            | - 松下功『"Threads of Time U" for piano and orchestra』 |
| 第7回古賀政男記念音楽大賞                              | - 森進一「ゆうすげの恋」 |
| 第6回日本作曲大賞                                      | - テレサ・テン「時の流れに身をまかせ」（作曲:三木たかし） |
| 第5回メガロポリス歌謡祭                                | - 演歌大賞 - 小林旭 - ポップスグランプリポップス大賞 - 中森明菜（2度目） - 最優秀新人ダイヤモンド賞・最優秀新人賞 - 真璃子、水谷麻里 |
| 第5回JASRAC賞                                          | - 国内使用 - 浪花節だよ人生は - 外国使用 - 上を向いて歩こう（2度目） |
| 第5回中島健蔵音楽賞                                    | - 優秀賞 - 岩城宏之 - 特別賞 - 佐治敬三 |
| 第4回咲くやこの花賞 音楽部門                           | - 畑儀文 |
| 第3回現音作曲新人賞                                    | - 田丸彩和子 |

## デビュー
- 1月1日 - 新田恵利／冬のオペラグラス…ソロデビュー
- 1月1日 - 真璃子／私星伝説
- 1月1日 - 椎名恵／今夜はANGEL
- 1月10日 - ストリート・ダンサー／サイテー男にご用心!!
- 1月18日 - 木村一八／オレたちだけの約束
- 1月21日 - 徳永英明／レイニーブルー
- 1月21日 - 松永夏代子／メランコリーの軌跡
- 1月22日 - やや／夜霧のハウスマヌカン
- 1月25日 - 後藤恭子／ペガサスの少女
- 1月27日 - 杉浦幸／悲しいな
- 2月1日 - 国生さゆり with おニャン子クラブ／バレンタイン・キッス…ソロデビュー
- 2月21日 - 湯江健幸／HURRY UP
- 2月25日 - CADILLAC／悲しきRadio Station
- 2月26日 - 鈴木雅之／ガラス越しに消えた夏…ソロデビュー
- 3月20日 - 西村知美／夢色のメッセージ
- 3月21日- 段田男／玄界灘
- 3月21日- 水谷麻里／21世紀まで愛して
- 3月21日- 山瀬まみ／メロンのためいき
- 4月1日 - 沢田玉恵／花の精 -わたしのON AIR-
- 4月1日 - ニャンギラス／私は里歌ちゃん
- 4月10日 - 小原靖子（現・相原勇）／ちょっとHENSHIN
- 4月21日 - ポピンズ／妖精ポピンズ
- 4月21日 - 浦上幹子／KUMIKO
- 4月25日 - 紘川淳／失恋ライブラリー
- 5月2日 - 相楽ハル子／ヴァージン・ハート
- 5月10日 - 岩﨑元是&WINDY／夏の翼
- 5月21日 - 浅倉亜季／南の風夏少女
- 5月21日 - UP-BEAT／Kiss...いきなり天国
- 5月21日 - 今井美樹／黄昏のモノローグ
- 5月21日 - 島田奈美／ガラスの幻想曲
- 5月21日 - 島津亜矢／袴をはいた渡り鳥
- 5月21日 - 福永恵規／風のInvitation…ソロデビュー
- 5月25日 - ピンボール／失恋ダイナマイト
- 6月11日 - 城之内早苗／あじさい橋…ソロデビュー
- 6月21日 - 久保田利伸／失意のダウンタウン
- 6月25日 - 佐藤恵美／キャンバスの恋人
- 6月25日 - 高井麻巳子／シンデレラたちへの伝言…ソロデビュー
- 7月5日 - 新居昭乃／約束
- 7月7日 - 森恵／夢見るダンス・アウェイ
- 7月16日 - 渡辺美奈代／瞳に約束…ソロデビュー
- 7月17日 - 勇直子／センターラインが終わるとき
- 7月25日 - 藤井一子／チェック・ポイント
- 7月25日 - ビー・バップ・少年少女合唱団(清水宏次朗、宮崎ますみ、仲村トオル)／ビー・バップ・パラダイス
- 8月5日 - 池田聡／モノクローム・ヴィーナス
- 8月5日 - 夢工場／フォトジェニック・エンジェル
- 8月6日 - BEE PUBLIC／お前にハート・ビート
- 8月14日 - 石井明美／CHA-CHA-CHA
- 8月25日 - 池田政典／ハートブレイカーは踊れない
- 8月25日 - 中村美律子／恋の肥後つばき
- 9月1日 - 斉藤さおり／サバンナの熱風
- 9月5日 - 息っ子クラブ／僕達のSEASON
- 9月25日 - 長島ナオト／ダンス・ウィズ・ア・ストレンジャー
- 10月8日 - 渡辺満里奈 with おニャン子クラブ／深呼吸して…ソロデビュー
- 11月1日 - 小田和正／1985･･･ソロデビュー
- 11月1日 - 川島みき／シルクのくちびる
- 11月1日 - 芹沢直美／黙っててあげる
- 11月7日 - 内海和子／蒼いメモリーズ…ソロデビュー

## 結成
- アサニー・ワサン
- アフガン・ウィッグス（ - 2001年、2011年 - ）
- アフター・クライング
- アンサンブルofトウキョウ
- 痛郎（ - 1994年、2007年 - 2009年、2019年 - ）
- 135
- ウインズ平阪
- エイジ・オブ・インライトゥメント管弦楽団
- A.R. ケイン（ - 1994年、2016年 - 2018年）
- M-AGE（ - 1994年、2020年 - ）
- AURA（ - 1992年、2006年 - ）
- オレゴンイースト交響楽団
- カコフォニー（ - 1989年）
- カステラ（ - 1993年）
- KATZE（ - 1991年）
- カブキロックス
- キッチンズ・オブ・ディスティンクション（ - 1996年、2012年 - ）
- 漁港
- グー・グー・ドールズ
- グスタフ・マーラー・ユーゲント管弦楽団
- KUWATA BAND（ - 1987年）
- ゲトー・ボーイズ（ - 2019年）
- 古典四重奏団
- ゴリラ・ビスケッツ（ - 1991年、2005年 - ）
- ザ・コレクターズ
- The TOYS（ - 1991年）
- THEATRE BROOK
- ジーザス・ジョーンズ
- GTR（ - 1987年）
- 詩人の血（ - 1994年）
- JITTERIN'JINN
- ジャマイカ・ボーイズ（ - 1991年）
- ジョニー・ヘイツ・ジャズ（ - 1992年、2009年 - ）
- スキッド・ロウ（ - 1996年、1999年 - ）
- ストーン・テンプル・パイロッツ（ - 2003年、2008年 - ）
- スリント（ - 2014年）
- 千年COMETS（ - 1989年）
- 台湾フィルハーモニック
- チャイルズ（ - 1992年）
- TWIGGY（ - 1991年）
- ティポグラフィカ（ - 1997年）
- テロライザー（ - 1989年、2005年 - 2006年、2009年 - ）
- デワ19（ - 2011年、2019年 - ）
- 東京ニューフィルハーモニック管弦楽団
- トゥ・パウ（ - 1992年、1998年 - ）
- トード・ザ・ウェット・スプロケット（ - 1998年、2010年 - ）
- Tops（ - 1991年）
- 1986オメガトライブ（ - 1990年）
- ニャンギラス（ - 1986年、2013年 - ）
- ネグリトゥーヂ・ジュニオル
- ネンゥン・ヂ・ノース
- NORMA JEAN（ - 1994年）
- ヴァセリンズ（ - 1989年、2008年 - ）
- ヴァンデン・プラス

## 解散・活動休止
- アーケイディア
- ウェザー・リポート
- X-RAY
- エトロン・フー・ルルーブラン
- エマーソン・レイク・アンド・パウエル
- エレクトリック・ライト・オーケストラ（1989年活動再開）
- 甲斐バンド（1996年再結成）
- THE COMES
- カルチャー・クラブ（1998年再結成）
- カンガルー
- ザ・クラッシュ
- ショコラータ
- デッド・ケネディーズ（2001年活動再開）
- ナルコーシス
- ニューズ・フロム・ベイブル
- Negasphere（2012年活動再開）
- ノイ!
- ノヴェラ
- ザ・ファーム
- フィリップ・ジョーンズ・ブラス・アンサンブル
- ブームタウン・ラッツ（2013年活動再開）
- ブラック・フラッグ（2013年再結成）
- ブレイクダウン
- フロック・オブ・シーガルズ（1988年再結成）
- マッドネス（1992年再結成）
- メン・アット・ワーク（1996年再結成）
- ユートピア（2018年再始動）
- ザ・レヴォリューション
- ロケッツ
- ワム!

## 再結成
- AION
- バッド・カンパニー（ - 2002年）
- ライオット（ - 2012年）

## 誕生
出身地または国籍が日本である人物の国名表記は省略。
- 1月5日 - 小池徹平（大阪府、俳優・歌手、WaT）
- 1月16日 - ティーナ・カリーナ（大阪府、歌手）
- 1月16日 - 上松秀実（新潟県、歌手）
- 1月18日 - 山崎育三郎（東京都、俳優、歌手、StarS）
- 1月19日 - 牧野由依（東京都、歌手・声優）
- 1月23日 - Gero（兵庫県、歌手）
- 1月26日 - ジェジュン（ 韓国、歌手、JYJ）
- 1月27日 - 松永貴志（兵庫県、ジャズミュージシャン）
- 2月4日 - 40mP/イナメトオル（岡山県、ミュージシャン・ボカロP）
- 2月5日 - 佐藤隆紀（福島県、歌手、Le Velvets）
- 2月6日 - ユンホ（ 韓国、歌手、東方神起）
- 2月15日 - 小清水亜美（東京都、声優・歌手、±ふぃに）
- 2月21日 - 川嶋あい（福岡県、シンガーソングライター）
- 2月23日 - 亀梨和也（東京都、歌手・俳優、KAT-TUN）
- 2月23日 - 桃紅茶（歌手、シクラメン）
- 2月26日 - Crystal Kay（神奈川県、歌手）
- 2月28日 - 三瓶由布子（東京都、声優・歌手、±ふぃに）
- 3月3日 - ステイシー・オリコ（ アメリカ合衆国、歌手）
- 3月4日 - 真崎ゆか（埼玉県、歌手）
- 3月11日 - 篠田麻里子（福岡県、女優、元AKB48）
- 3月12日 - 果山サキ（千葉県、歌手）
- 3月22日 - NORIYA（歌手、A.F.R.O）
- 3月28日 - レディー・ガガ（ アメリカ合衆国、歌手）
- 3月28日 - 松村雄介（大阪府、歌手、onelifecrew）
- 3月29日 - 宮本一粋（東京都、歌手、二千花）
- 3月30日 - BENI（沖縄県、歌手）
- 4月4日 - ウニョク（ 韓国、歌手、SUPER JUNIOR）
- 4月6日 - 京本有加（新潟県、歌手、中野風女シスターズ）
- 4月6日 - cosMo（ミュージシャン・ボカロP）
- 4月7日 - シウォン（ 韓国、歌手、俳優、SUPER JUNIOR）
- 4月10日 - 宮崎奈穂子（東京都、歌手）
- 4月14日 - 杏（東京都、女優・元歌手）
- 4月19日 - 黒木渚（宮崎県、歌手、黒木渚）
- 4月20日 - 高津戸信幸（、歌手、MAGIC OF LiFE）
- 4月20日 - 鈴木雄太（埼玉県、歌手、Prague）
- 4月26日 - HAIIRO DE ROSSI（神奈川県、ラッパー）
- 4月29日 - 西野名菜（東京都、歌手）
- 4月30日 - タイナカ彩智（兵庫県、シンガーソングライター）
- 5月5日 - KΛNΛ（東京都、歌手）
- 5月5日 - 佐藤聡美（宮城県、声優・歌手）
- 5月8日 - 三谷たくみ（神奈川県、歌手）
- 5月9日 - 白石乃梨（兵庫県、シンガーソングライター、Caos Caos Caos）
- 5月11日 - 永見和也（新潟県、ベーシスト、universe/Over The Top）
- 5月15日 - 見田村千晴（岐阜県、歌手）
- 5月16日 - 横尾渉（神奈川県、歌手、Kis-My-Ft2）
- 5月25日 - 上野樹里（兵庫県、女優・元歌手）
- 5月29日 - YU-A（北海道、歌手、Foxxi misQ）
- 5月31日 - ルミカ（群馬県、歌手）
- 6月2日 - 浦えりか（神奈川県、歌手、中野風女シスターズ）
- 6月4日 - ユチョン（ 韓国、歌手、JYJ）
- 6月4日 - Masaya（京都府、歌手、DUFF）
- 6月9日 - SWAY（北海道、ラッパー・俳優、劇団EXILE/DOBERMAN INFINITY/HONEST BOYZ）
- 6月12日 - 神尾真由子（大阪府、ヴァイオリニスト）
- 6月15日 - ステファン・ハウザー（ ユーゴスラビア、チェリスト、2CELLOS）
- 6月24日 - 佐藤実絵子（愛知県、シンガーソングライター、元SKE48）
- 6月25日 - 松浦亜弥（兵庫県、歌手）
- 6月25日 - 中山真斗（福井県、作曲家・ギタリスト）
- 6月28日 - 三森すずこ（東京都、声優・歌手、ミルキィホームズ/μ's）
- 7月4日 - 増田貴久（東京都、歌手、NEWS・テゴマス）
- 7月10日 - 山田親太朗（沖縄県、タレント・モデル・歌手、サーターアンダギー）
- 7月16日 - 宇野実彩子（東京都、歌手、AAA）
- 7月17日 - MEME（東京都、歌手、ケラケラ）
- 7月19日 - ワトソン（東京都、歌手、どついたるねん）
- 7月23日 - 内田彩（群馬県、声優・歌手、μ's）
- 7月24日 - 舞衣子（北海道、シンガーソングライター）
- 7月24日 - 文月メイ（千葉県、歌手）
- 8月1日 - 加藤貴大（福岡県、歌手、STARBOYS/aQua lover）
- 8月5日 - MAH（神奈川県、歌手、SiM）
- 8月6日 - 近藤晃央（愛知県、歌手）
- 8月7日 - 五十嵐隼士（長野県、元歌手・元俳優、D-BOYS及びD☆DATEの元メンバー）
- 8月11日 - 福原香織（千葉県、声優・歌手、元かと*ふく/福原香織とRAB）
- 8月12日 - 木田龍良（沖縄県、歌手、トレモノ）
- 8月13日 - 金田康平（東京都、歌手、THEラブ人間）
- 8月13日 - 藤崎彩織（大阪府、歌手、SEKAI NO OWARI）
- 8月17日 - 吉田ワタル（神奈川県、歌手、Purple Days）
- 8月17日 - 菊井彰子（香川県、歌手、Missing Link/YANAKIKU）
- 8月18日 - 指田郁也（東京都、歌手）
- 8月20日 - 勝地涼（東京都、俳優・歌手）
- 8月23日 - 崎本大海（東京都、俳優・歌手、PureBoys/南明奈のスーパーマイルドセブン）
- 9月2日 - 今市隆二（京都府、歌手、三代目 J Soul Brothers）
- 9月9日 - 小田朋美（神奈川県、歌手、dCprG/CRCK/LCKS）
- 9月10日 - 内博貴（大阪府、歌手、NEWS及び関ジャニ∞の元メンバー）
- 9月14日 - 高橋愛（福井県、歌手、元モーニング娘。）
- 9月30日 - 西島隆弘（北海道、歌手、AAA）
- 10月1日 - 神田沙也加（東京都、歌手、+2021年)
- 10月2日 - 佐々木亮介（東京都、歌手、a flood of circle/THE KEBABS）
- 10月3日 - 干場かなえ（北海道、歌手）
- 10月15日 - ドンヘ（ 韓国、歌手・作曲家、SUPER JUNIOR）
- 10月20日 - 山口理恵（奈良県、元声優・元歌手）
- 10月23日 - 後上翔太（東京都、歌手・俳優、純烈）
- 10月24日 - 岡本信彦（東京都、声優）
- 10月25日 - 園田涼（兵庫県、歌手、ソノダバンド）
- 10月28日 - 豊崎愛生（徳島県、歌手・声優、スフィア）
- 10月28日 - スザンヌ（熊本県、タレント・歌手、Pabo/トモとスザンヌ/スザンヌ×スザンぬ）
- 11月5日 - BoA（ 韓国、歌手）
- 11月5日 - 佐伯ユウスケ（神奈川県、歌手）
- 11月8日 - 志摩夕里加（埼玉県、歌手、DJ SHIMA☆YURI）
- 11月13日 - 戸塚祥太（東京都、歌手、A.B.C-Z）
- 11月19日 - 鶴田加茂（ミュージシャン・ボカロP）
- 11月24日 - 永井朋弥（愛知県、歌手、+Plus）
- 11月24日 - OSTER（ミュージシャン・ボカロP、OSTER project）
- 11月26日 - 伊藤かな恵（長野県、歌手・声優）
- 12月11日 - 末吉秀太（長崎県、歌手、AAA）
- 12月12日 - 日高光啓/SKY-HI（千葉県、歌手、AAA）
- 12月12日 - 紗羅マリー（愛知県、ファッションモデル・歌手）
- 12月16日 - DECO*27（福岡県、歌手、galaxias!）
- 12月16日 - Awich（沖縄県、ラッパー）
- 12月17日 - Masato（歌手、coldrain）
- 12月25日 - 吉岡亜衣加（静岡県、シンガーソングライター）
- 12月28日 - Aimmy（大阪府、歌手、樹海）
- 月日不明 - チプルソ（大阪府、ラッパー）
- 月日不明 - 清水美和子（新潟県、歌手、Predawn）

## 死去
出身地または国籍が日本である人物の国名表記は省略。
- 1月4日 - フィル・ライノット（ アイルランド、シンガーソングライター、ベーシスト、元シン・リジィ *1949年）
- 1月8日 - ピエール・フルニエ（ フランス、チェリスト *1906年）
- 2月14日 - エドマンド・ラッブラ（ イギリス、作曲家 *1901年）
- 3月4日 - リチャード・マニュエル（ アメリカ合衆国、歌手、ザ・バンド *1943年）
- 3月30日 - 遠藤康子（東京都、モデル、アイドルタレント *1968年）
- 4月8日 - 岡田有希子（愛知県、歌手 *1967年）
- 5月10日 - チャールズ・"ハングリー"・ウィリアムズ（ アメリカ合衆国、R&Bドラマー/シンガー *1935年）
- 5月16日 - 三保敬太郎（東京都、作曲家 *1934年）
- 6月13日 - ベニー・グッドマン（ アメリカ合衆国、クラリネット奏者 *1909年）
- 7月27日 - 矢野亮（茨城県、作詞家 *1910年）
- 9月20日 - 日高富明（東京都、歌手、ガロ *1950年）
- 9月27日 - クリフ・バートン（ アメリカ合衆国、ベーシスト、元メタリカ *1962年）
- 11月9日 - エドゥアルド・デル・プエヨ（ スペイン、ピアノ奏者）